# Deathlike Silence Productions
Deathlike Silence Productions (DSP) var ett självständigt skivbolag i Oslo.
Bolagets ägare var Øystein Aarseth, mer känd som Euronymous, gitarrist i black metal-bandet Mayhem, fram till att han mördades av Varg Vikernes (Burzum) den 10 augusti 1993.
Aarseth fick namnet från bandet Sodoms sång "Deathlike Silence" (från albumet "Obsessed by Cruelty", utgivet 1986).
Skivbolaget fanns i samma byggnad som Aarseths skivbutik Helvete. Först skrev bolaget kontrakt med norska black metal-band som hållit på med antikristna aktiviteter, men senare skrev Aarseth kontrakt även med utändska band, såsom Abruptum från Sverige och Sigh från Japan.

## Utgiven musik av DSP
- Anti-Mosh 001:Merciless-The Awakening (1989)
- Anti-Mosh 002:Burzum-Burzum (1992)
- Anti-Mosh 003:Mayhem-Deathcrush EP (1993) (återutgivning av den ursprungliga Deathcrush EP:n från 1987)
- Anti-Mosh 004:Abruptum-Obscuritatem Advoco Amplectere Me (1993)
- Anti-Mosh 005:Burzum-Aske EP (1993)
- Anti-Mosh 006:Mayhem-De Mysteriis Dom Sathanas (1994)
- Anti-Mosh 007:Sigh-Scorn Defeat (1994)
- Anti-Mosh 008:Enslaved-Vikingligr Veldi (1994)
- Anti-Mosh 009:Abruptum-In Umbra Malitiae Ambulabo, In Aeternum In Triumpho Tenebraum (1994)